# Смолякова, Мария Николаевна
Мария Николаевна Смолякова (род. 1 апреля 1984) — российская женщина-борец, призёр Кубка мира в команде.

## Карьера
Является воспитанницей красноярской СШОР имени Бувайсара Сайтиева. В январе 2007 года в Красноярске одержала победу на Гран-При Ивана Ярыгина. Также по итогам того турнира получила приз губернатора Красноярского края Александра Хлопонина. В марте 2007 года попала в заявку сборной России на участие на Кубке мира в Красноярске, где завоевала бронзовую медаль. В 2007 году завершила спортивную карьеру.

## Личная жизнь
В 2006 году окончила институт спортивных единоборств им. Ивана Ярыгина Красноярского государственного педагогического университета им. В. П. Астафьева. В феврале 2010 года родила дочку, которую назвали Елизавета.

## Спортивные результаты
- Чемпионат Европы по борьбе среди кадетов 2001 — ;
- Чемпионат Европы по борьбе 2003 — 7;
- Чемпионат мира по борьбе среди юниоров 2003 — ;
- Чемпионат Европы по борьбе среди юниоров 2004 — ;
- Кубок мира по борьбе 2007 (команда) — ;
- Кубок мира по борьбе 2007 — 7;